# Festival Música das Esferas
Festival Música das Esferas é um festival de música erudita do Brasil que acontece anualmente no mês de julho na cidade de  Bragança Paulista, no estado de São Paulo.
Foi criado em 2007 pelo pianista e compositor Paulo Gazzaneo e pelo maestro e compositor Sergio Chnee. 
O festival promove aulas de música erudita de todos os instrumentos musicais aos alunos e apresentações na cidade. As apresentações acontecem na Casa de Cultura Maestro Demétrio Kipman.
O festival é produzido e dirigido pela Retrato Brasileiro Interartes.